# 유즈키네 사 형제
《유즈키네 사 형제》(일본어: 柚木さんちの四兄弟。)는 후지사와 시즈키가 지은 일본의 만화다. 〈베츠코미〉에서 2018년 8월 10일부터 연재하고 있다. 단행본은 쇼가쿠칸에서 나오고, 한국어판은 학산문화사에서 출간하고 있다. 텔레비전 애니메이션은 슈카에서 만들어 2023년 10월 5일부터 12월 21일까지 AT-X 등에서 방영했다. 대한민국에서는 투니버스에서 자막판으로 방영했다. 연속극은 NHK 종합 텔레비전에서 2024년 5월 28일부터 7월 18일까지 방영했다.

## 등장 인물

### 유즈키네
작품의 시작 시점에서 이태(2년) 전에 부모님을 잃었다.
- 유즈키 하야토(일본어: 柚木 隼)(맏아들)

성우: 이와사키 료타
23세 / 직업-고등학교 선생님 / 담당 과목-세계사
- 유즈키 미코토(일본어: 柚木 尊)(둘째 아들)

성우: 토야 키쿠노스케, 히나타 미나미(어린 시절)
13세 / 중학생(1학년) / 4월생
- 유즈키 미나토(일본어: 柚木 湊)(셋째 아들)

성우: 사쿠라이 미유키
12세 / 중학생(1학년) / 3월생
- 유즈키 가쿠토(일본어: 柚木 岳)(막내 아들)

성우: 테라사와 모모카
6세 / 초등학생(1학년)

### 유즈키네 이웃
- 키리시마 우타(일본어: 霧島 宇多)(딸)

성우: 마츠오카 미사토
- 키리시마 와카(일본어: 霧島 和歌)(아들)

성우: 타다노 아카리
- 키리시마 사키(일본어: 霧島 咲)(엄마)

성우: M·A·O
- 키리시마 코타로(일본어: 霧島 虎次郎)(할아버지)

성우: 타치키 후미히코
- 니카이도 유마(일본어: 二階堂 悠真)

성우: 코쿠부 사츠키

## 방영 목록
| 회차          | 제목              | 방송 일자        |
| ------------- | ----------------- | ---------------- |
| 1화           | 유즈키네 집       | 2023년 10월 5일  |
| 2화           | 미나토와 미코토   | 2023년 10월 12일 |
| 3화           | 난처한 가쿠토     | 2023년 10월 19일 |
| 4화           | 하야토의 행복     | 2023년 10월 26일 |
| 5화           | 우타의 사랑       | 2023년 11월 2일  |
| 6화           | 우타, 사랑의 행방 | 2023년 11월 9일  |
| 7화           | 미나토, 만나다    | 2023년 11월 16일 |
| 8화           | 가쿠토의 비밀     | 2023년 11월 23일 |
| 9화           | 참관 수업         | 2023년 11월 30일 |
| 10화          | 미코토와 동생     | 2023년 12월 7일  |
| 11화          | 하야토, 감기 들다 | 2023년 12월 14일 |
| 마지막 화(12) | 사형제의 하루     | 2023년 12월 21일 |